# アントニオ・ドラーギ

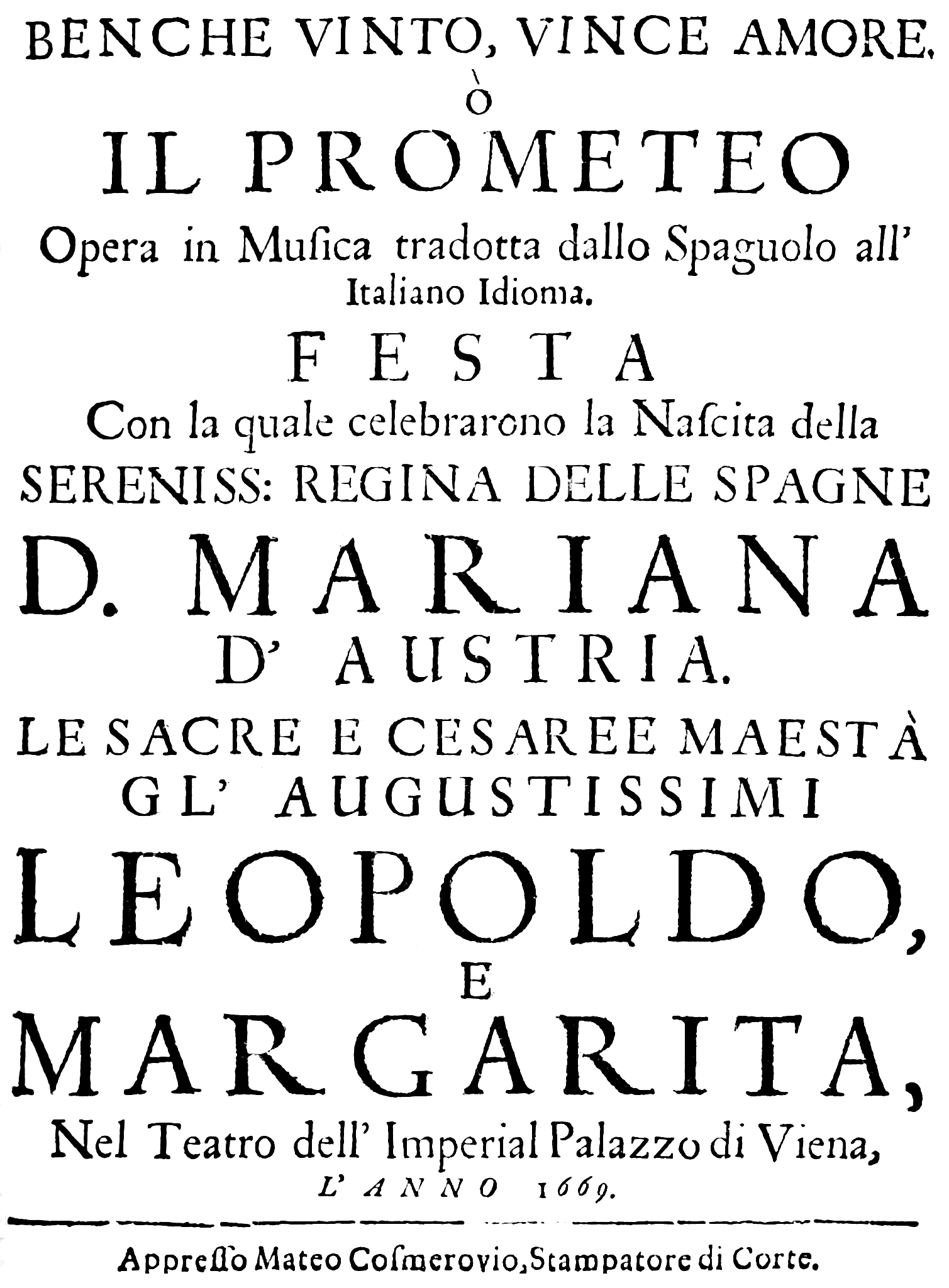
オペラ《プロメテーオ El Prometeo》(1669年)の台本の表紙

アントニオ・ドラーギ（Antonio Draghi, 1634年か1635年 - 1700年1月16日）は、バロック音楽の作曲家。
イタリアのリミニに生まれる。彼は、当時の多作な作曲家の一人で、イタリアのオペラの発展に重要な貢献をした。彼の音楽家としてのスタートは、パドヴァでの少年聖歌隊員だった。1657年、ヴェネツィアで上演されたオペラ「La fortuna di Rodope e di Damira」で、はじめて舞台で歌った。1666年、オペラ「La Mascherata（仮面舞踏会）」では独唱を勤めた。
1668年、ドラーギはウィーンの神聖ローマ皇帝レオポルト1世の宮廷に招かれ、1682年に宮廷楽長となり、1700年に死ぬまでその地位にとどまった。